# برکاتال
برکاتال (به آلمانی: Berkatal) یک شهر در آلمان است که در ورا-مایسنر واقع شده‌است. برکاتال ۱٬۷۵۴ نفر جمعیت دارد.